# Christine Latham
Christine Latham (Calgary, 15 de setembro de 1981) é uma futebolista canadense que atua como atacante. Atualmente, joga pelo Boston Breakers.